# François Boltana
François Boltana, né le 19 juin 1950 à Toulouse, mort dans cette même ville le 14 août 1999, est un calligraphe et créateur de caractères français. 

## Biographie
Étudiant à l'École des Beaux-Arts de Toulouse, il est l'un des premiers élèves de l'atelier d'Art graphique créé en 1968 par le professeur André Vernette, assisté de Bernard Arin, et qui deviendra le Scriptorium de Toulouse. Avec deux autres élèves (Marie-Aline Pavard et Dupuy), il est lauréat du prix du Concours général des arts plastiques et des arts appliqués.
Graphiste indépendant de 1975 à 1997, directeur artistique à partir de 1997, il poursuit une recherche approfondie, notamment sur la numérisation informatique de polices calligraphiques (Champion) alors que l'informatique n'en est qu'à ses débuts. Créateur de caractères, il reçoit de nombreuses récompenses : le prix Letraset en 1972, le prix Morisawa en 1990, Meilleur ouvrier de France en 1997. Son travail a été exposé à l'ATypI (1974), au Centre Pompidou à Paris (1989), et dans de nombreuses manifestations typographiques internationales. Il est l'un des premiers créateurs de caractères à commercialiser directement ses œuvres.

## Œuvres
Il est le créateur des polices Stilla (1973), Capitole (1974), Champion (1989-90), Messager (1991), Aurore (1993), Oscar (1997), Prosper (1997), Rabelais (1997).

## Publications
- François Boltana, Ligatures & calligraphie assistée par ordinateur. Cahiers GUTenberg, 22, 1995, S. 107–124.
- Frank Adebiaye & Suzanne Cardinal, François Boltana & la naissance de la typographie numérique. Atelier Perrousseaux Éditeur, 2011.